# Konya (provincie)
Konya is naar oppervlakte de grootste provincie in Turkije en naar aantal inwoners de vierde provincie. De hoofdstad is Konya.
Konya grenst in het noorden aan de provincie Ankara, in het westen aan Isparta, Afyon en Eskişehir, in het zuiden Mersin, Karaman en Antalya en in het oosten aan Niğde en Aksaray.

## Bevolking
In de provincie Konya telde in 2007 1.959.082 mensen. In 2000 woonde 58,7% van de bevolking in steden. De bevolkingsdichtheid was daarmee 51 inwoners/km².

## Bestuurlijke indeling
De provincie Konya is onderverdeeld in 31 districten, 206 gemeenten en 612 dorpen.

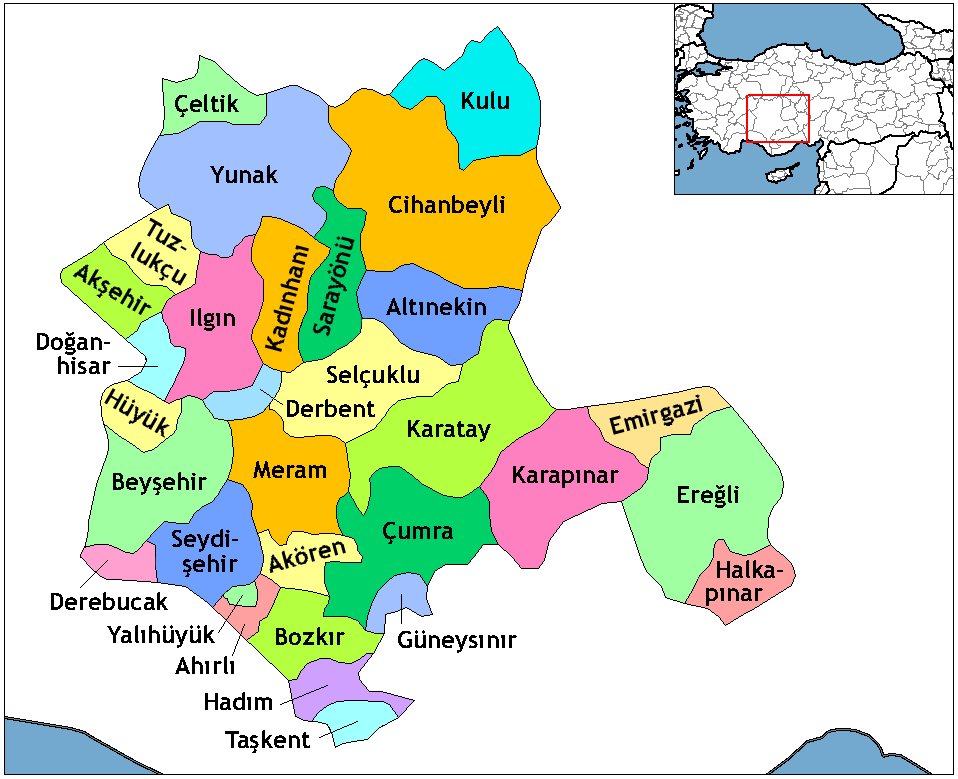
Districten van Konya

### Districten
| - Ahırlı - Akören - Akşehir - Altınekin - Beyşehir - Bozkır - Çeltik - Cihanbeyli | - Çumra - Derbent - Derebucak - Doğanhisar - Emirgazi - Ereğli - Güneysınır - Hadım | - Halkapınar - Hüyük - Ilgın - Kadınhanı - Karapınar - Karatay - Kulu - Meram | - Sarayönü - Selçuklu - Seydişehir - Taşkent - Tuzlukçu - Yalıhüyük - Yunak |

## Luchtverkeer
Konya heeft in totaal 78 luchthavens waarvan vier enkel nationaal zijn en een internationaal; de overige zijn militaire luchthavens.